# Soultz-les-Bains
Soultz-les-Bains (en alsacià Sulz) és un municipi francès, situat a la regió del Gran Est, al departament del Baix Rin. L'any 1999 tenia 693 habitants. Limita amb Scharrachbergheim-Irmstett al nord, Dahlenheim al nord-est, Wolxheim a l'est, Avolsheim al sud-est, Dangolsheim i Bergbieten a l'oest.
Forma part del cantó de Molsheim, del districte de Molsheim i de la Comunitat de comunes de la Regió de Molsheim-Mutzig.

## Demografia
| 1962 | 1968 | 1975 | 1982 | 1990 | 1999 |
| ---- | ---- | ---- | ---- | ---- | ---- |
| 601  | 618  | 628  | 696  | 654  | 693  |

## Administració
| Període   | Identitat       | Partit |
| --------- | --------------- | ------ |
| 1947-1958 | Charles Marck   |        |
| 1958-1965 | Georges Kauffer |        |
| 1965-1977 | Paul Dentz      |        |
| 1977-1980 | André Bur       |        |
| 1980-1995 | Lucien Salomon  |        |
| 1995-     | Guy Schmitt     |        |

## Galeria de fotos

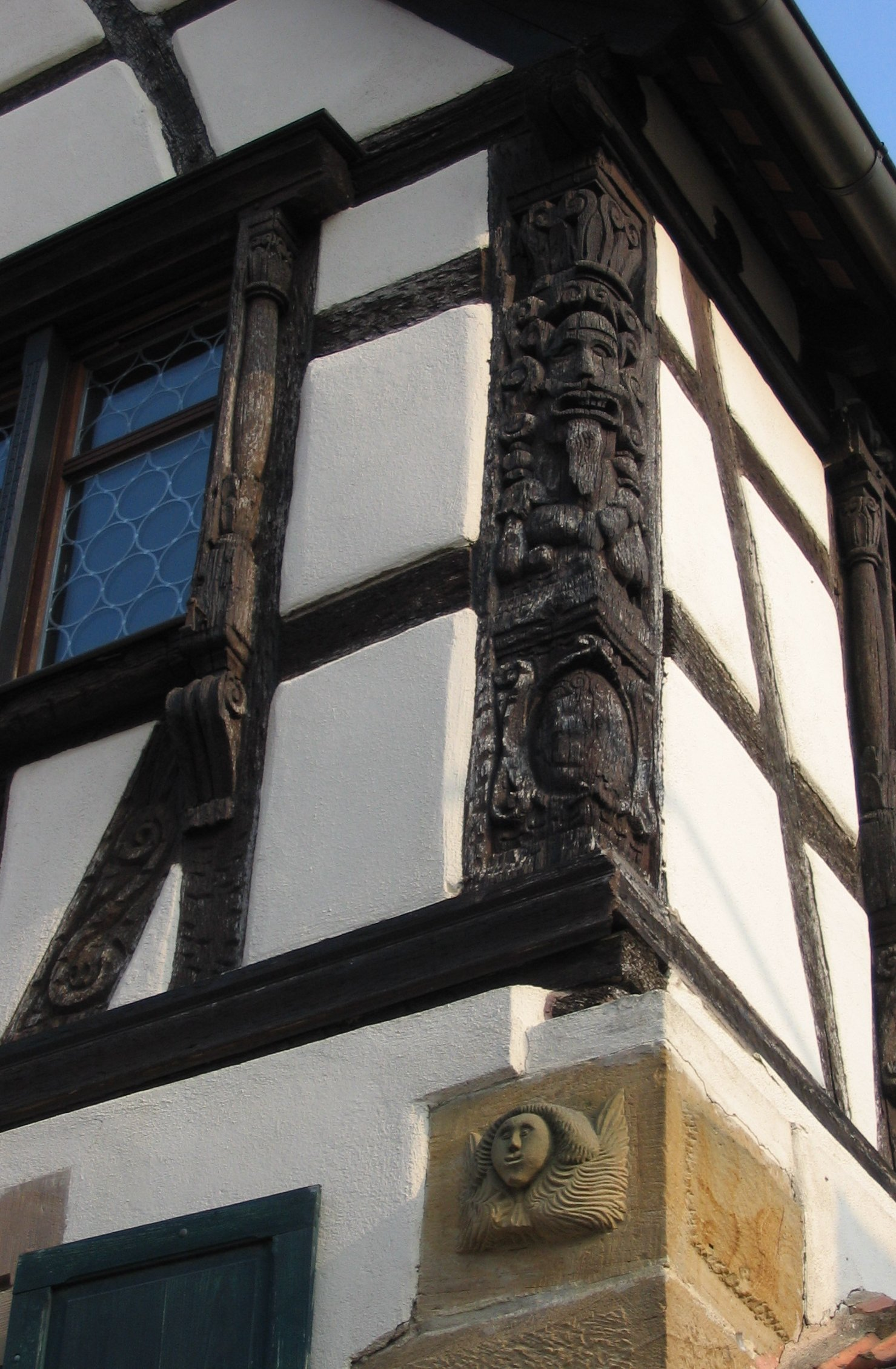
Casa alsaciana del s.XVIII
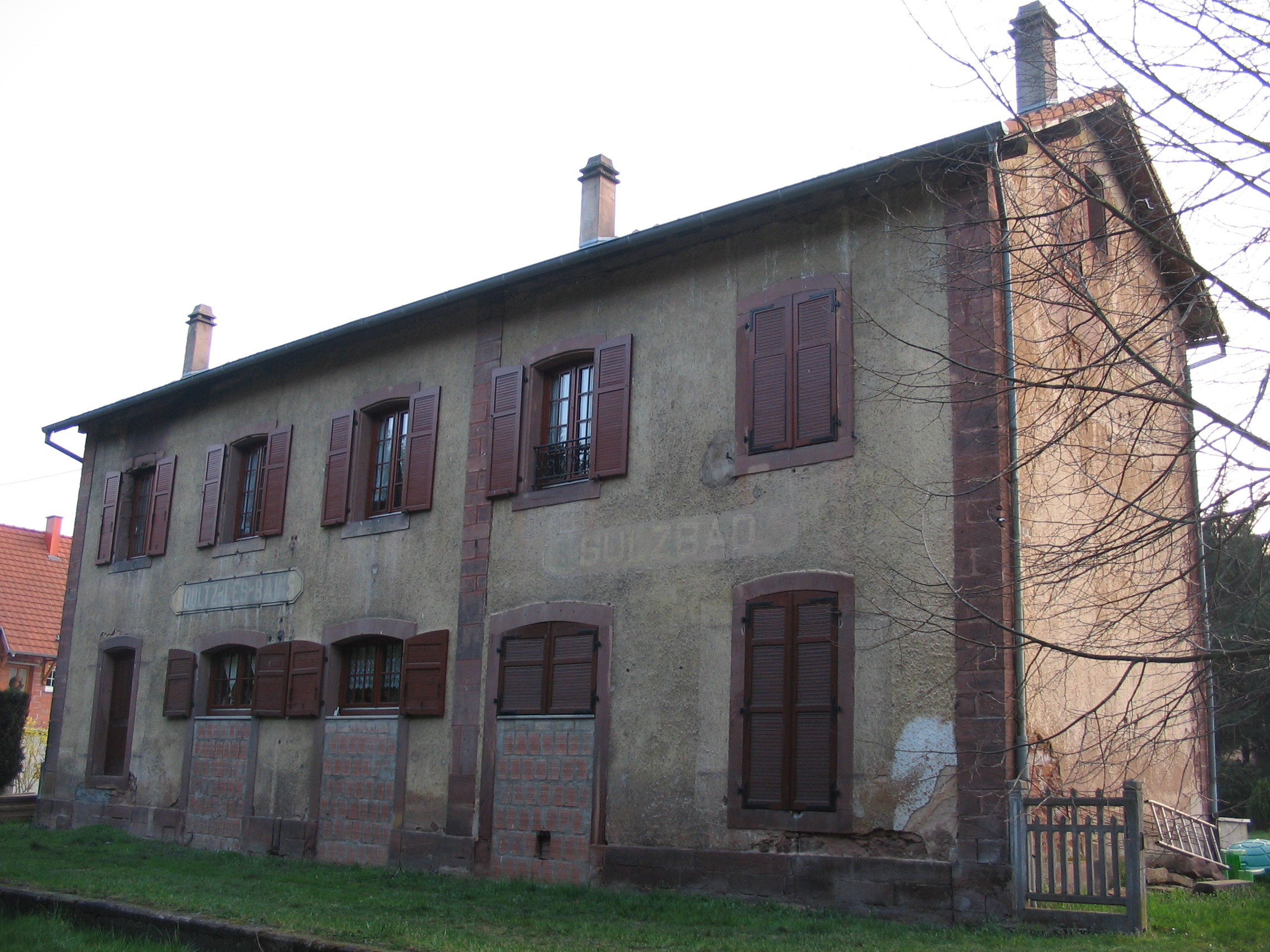
Antic consistori de Soultz-les-Bains / Sulzbad
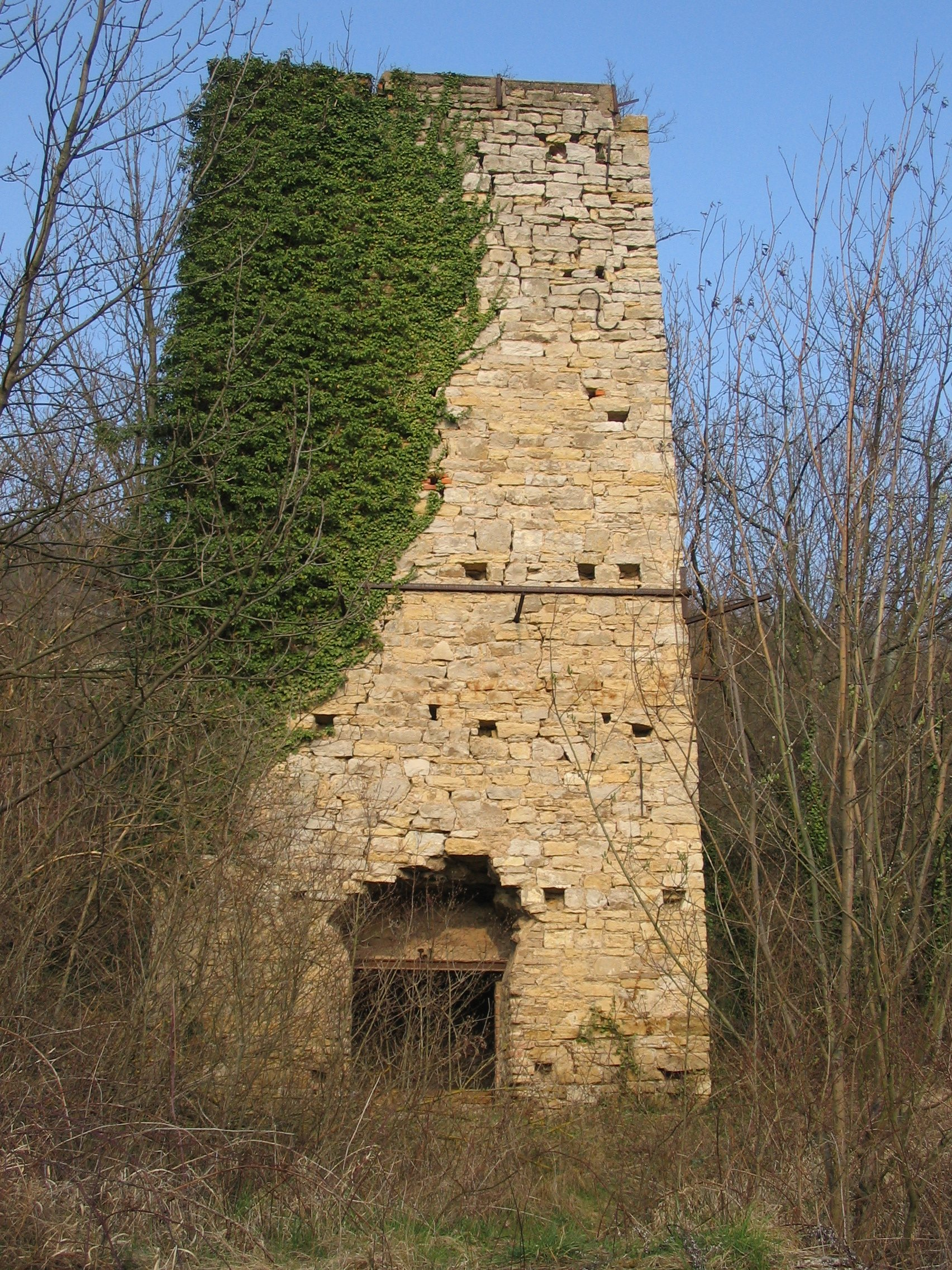
Antiga torre
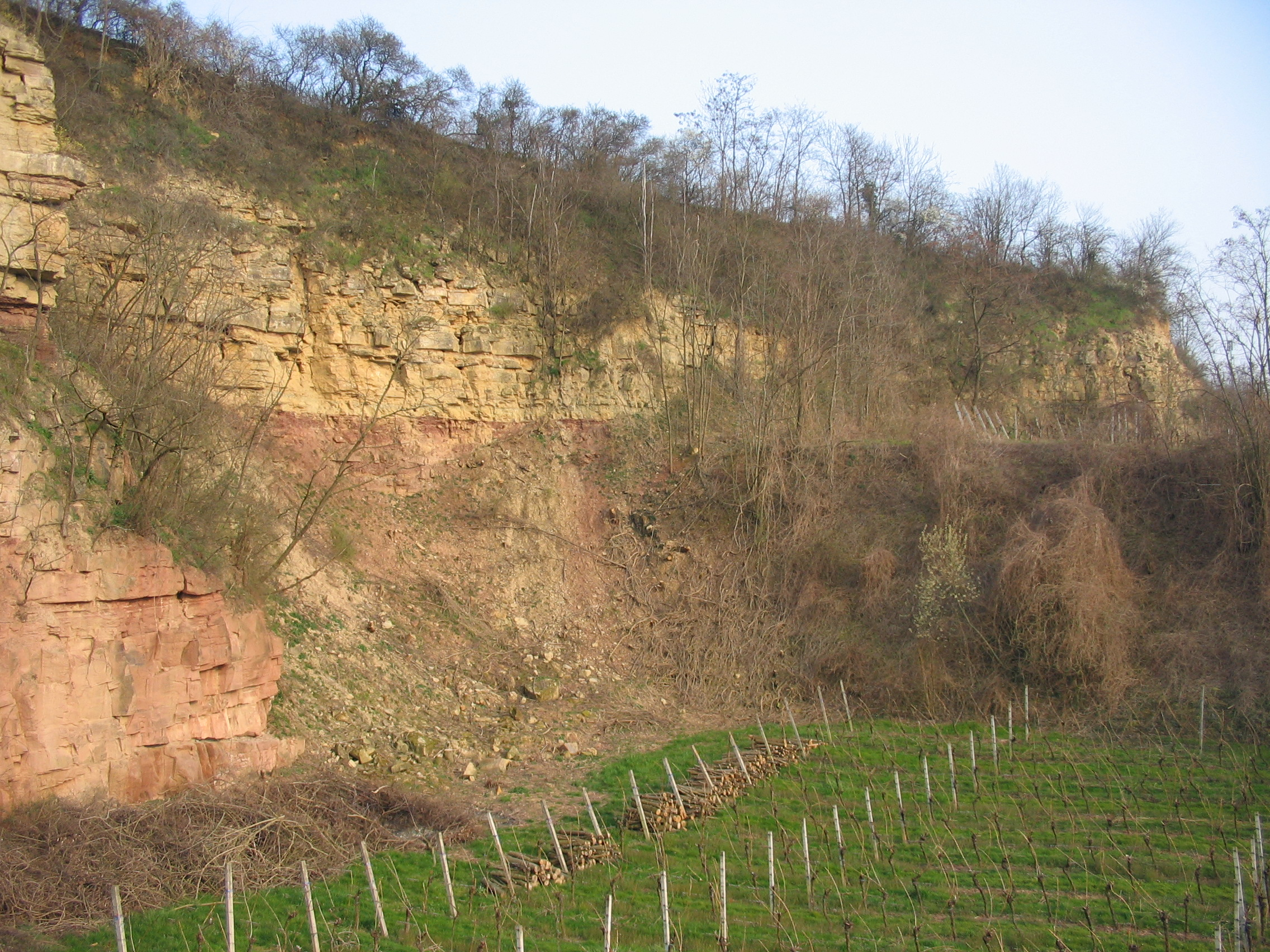
Carrer reial de Soultz
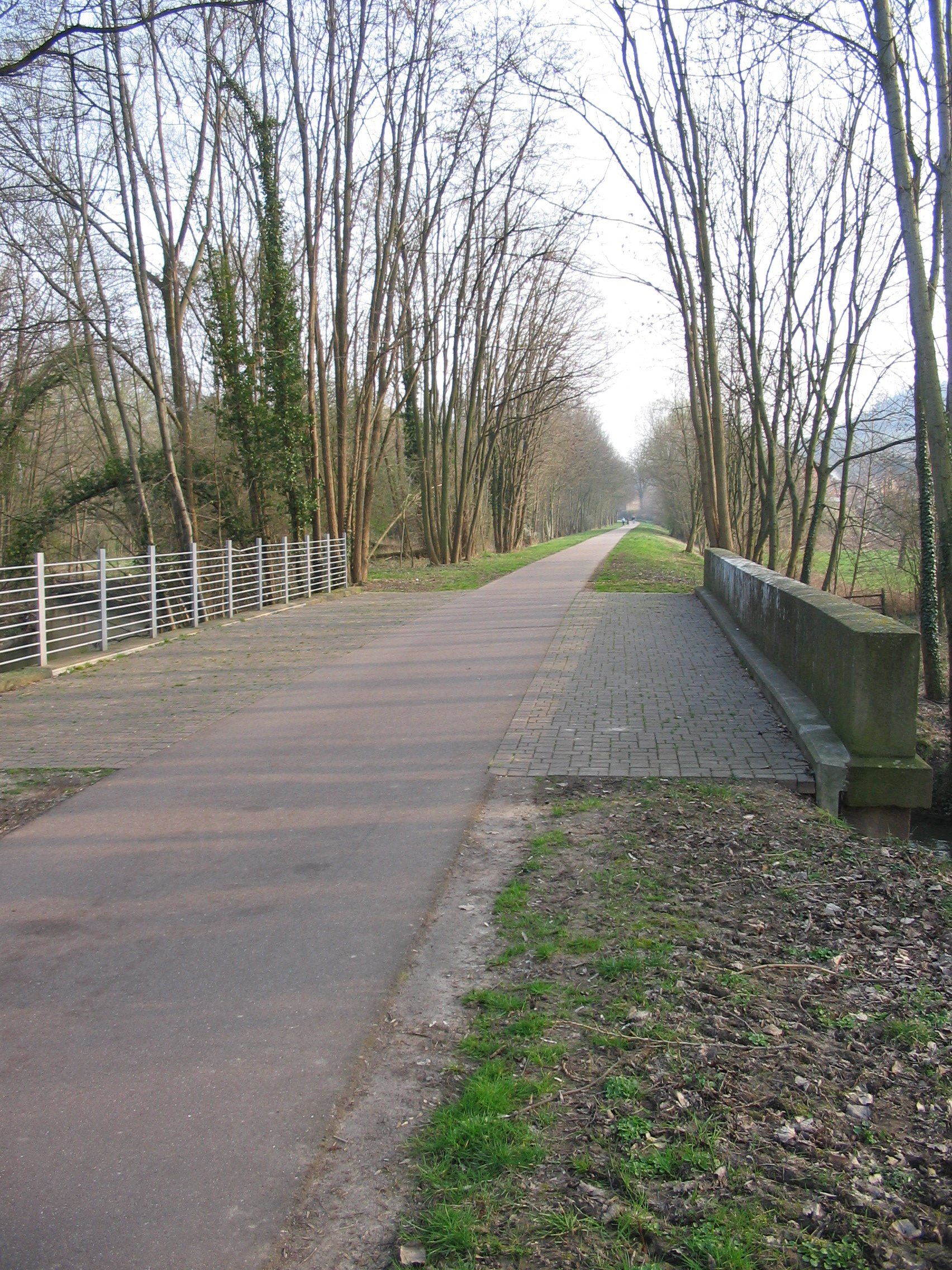
Antiga via fèrria Molsheim-Saverne
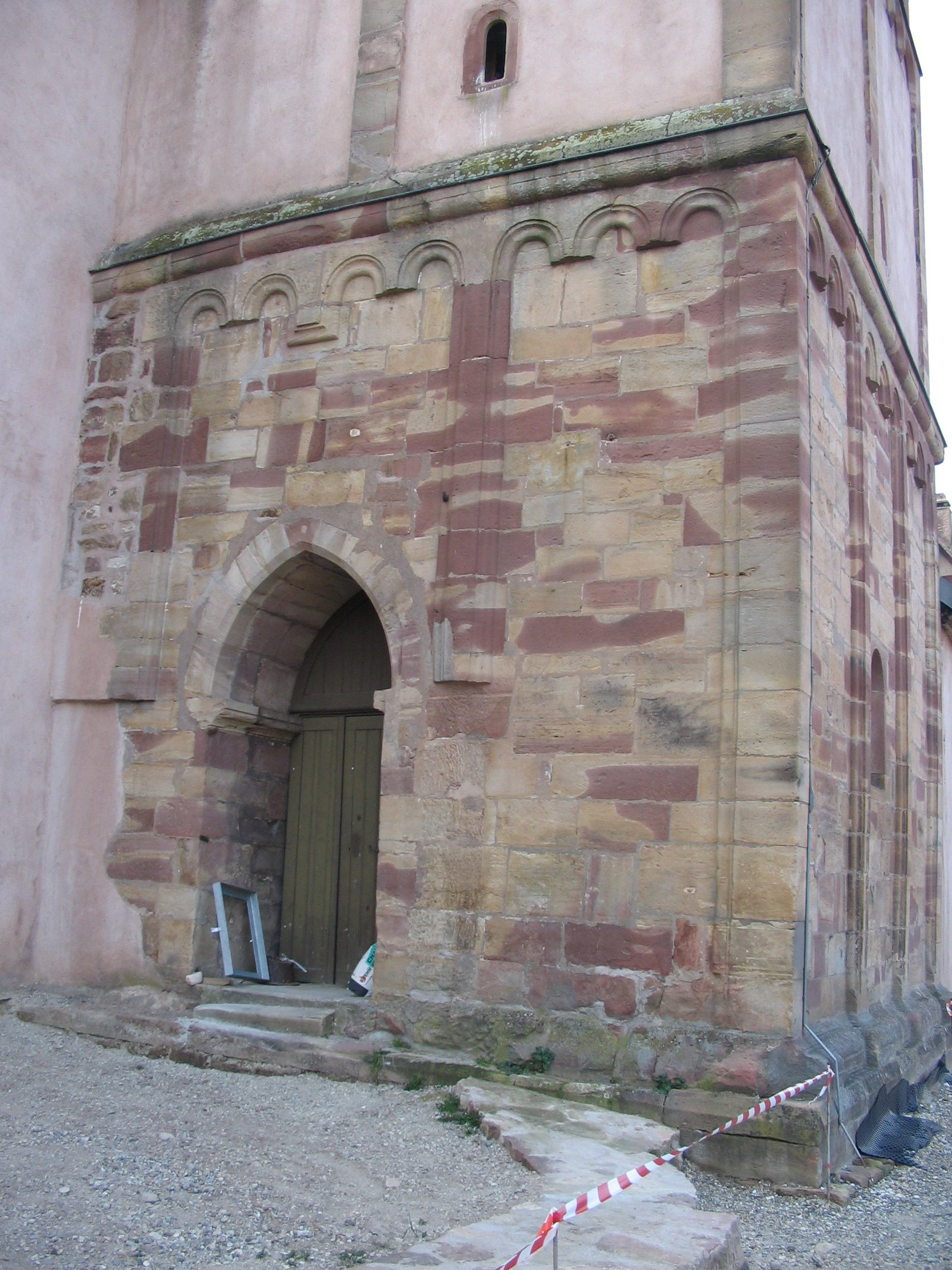
Església de St Maurice
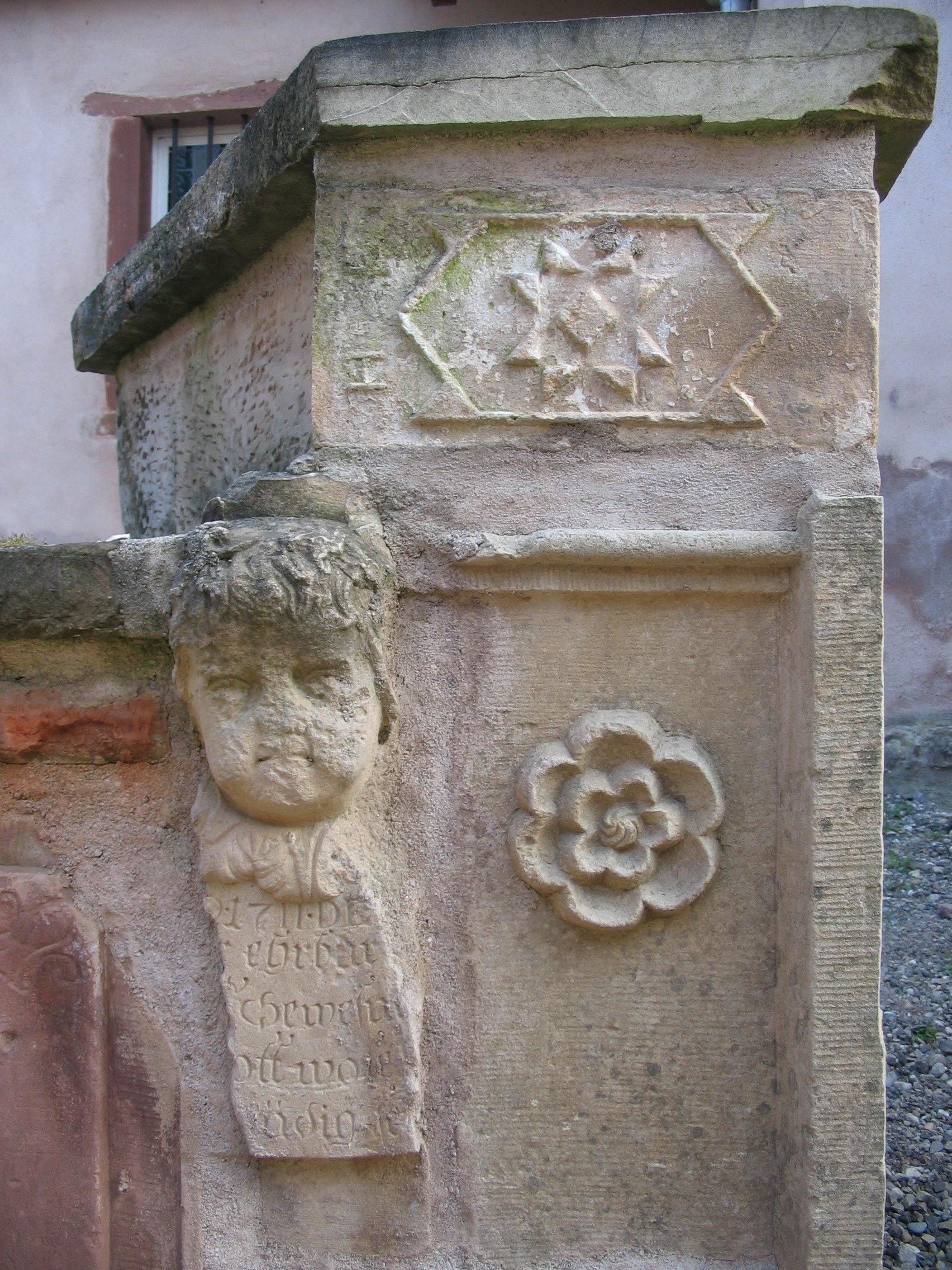
Fragment de pedra trobat a l'església el 2003
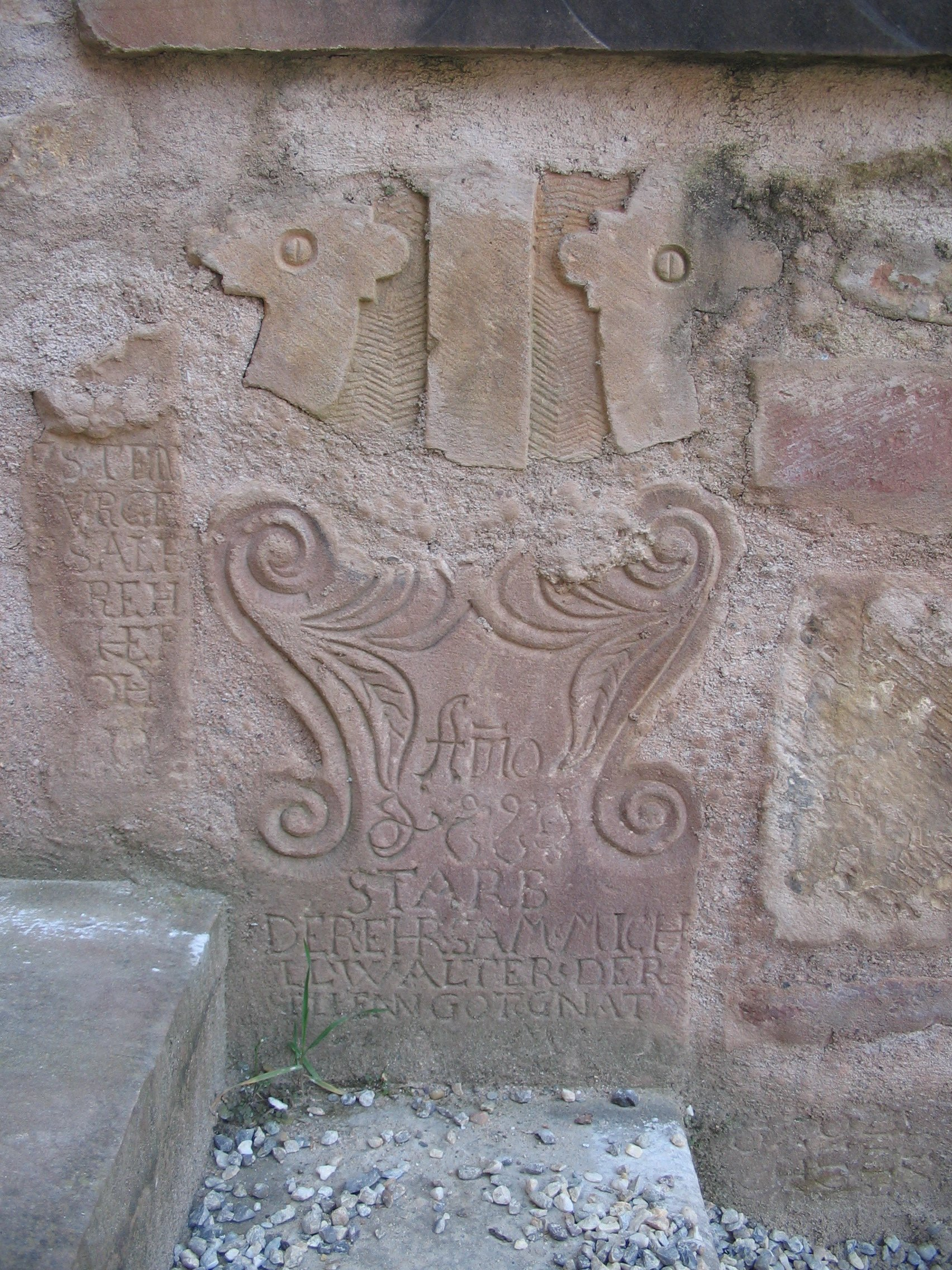
Fragment de pedra trobat a l'església de 2003